# Anri Kawamura
Anri Kawamura (川村あんり?, Kawamura Anri; Tokyo, 15 ottobre 2004) è una sciatrice freestyle giapponese, specializzata nelle gobbe e nelle gobbe in parallelo.

## Biografia
Originaria di Tokyo e attiva in gare FIS dal febbraio 2019, Anri Kawamura ha debuttato in Coppa del Mondo il 7 dicembre dello stesso anno, ottenendo subito il suo primo podio, giungendo 2ª nelle gobbe a Ruka, nella gara vinta dalla francese Perrine Laffont. L'11 dicembre 2021 ha ottenuto la sua prima vittoria, imponendosi nelle gobbe a Idre Fjäll.
In carriera ha preso parte a un'edizione dei Giochi olimpici invernali e dei Campionati mondiali di freestyle.

## Palmarès

### Mondiali juniores
- 1 medaglia:
  - 1 oro (gobbe a Krasnojarsk 2021)

### Coppa del Mondo
- Miglior piazzamento in classifica generale: 26ª nel 2020
- Miglior piazzamento nella Coppa del Mondo generale di gobbe: 2ª nel 2021
- Miglior piazzamento nella Coppa del Mondo di gobbe: 2ª nel 2022
- Miglior piazzamento nella Coppa del Mondo di gobbe in parallelo: 12ª nel 2022
- 18 podi:
  - 6 vittorie
  - 7 secondi posti
  - 5 terzi posti

#### Coppa del Mondo - vittorie
| Data             | Luogo          | Paese       | Disciplina |
| ---------------- | -------------- | ----------- | ---------- |
| 11 dicembre 2021 | Idre Fjäll     | Svezia      | MO         |
| 7 gennaio 2022   | Mont-Tremblant | Canada      | MO         |
| 14 gennaio 2022  | Deer Valley    | Stati Uniti | MO         |
| 17 dicembre 2022 | Alpe d'Huez    | Francia     | DM         |
| 27 gennaio 2023  | Val Saint Come | Canada      | MO         |
| 28 gennaio 2023  | Val Saint Come | Canada      | DM         |

Legenda:

MO = Gobbe
DM = Gobbe in parallelo